# Rodney Dale
Rodney Dale, född 1933 i Haddenham i Cambridgeshire, är en engelsk författare och ägare till bokförlaget Fern House Publishing.
Dale skriver vanligen om forskning och utveckling men även om folksägner, jazz och Louis Wain.